# Rechensteg (Bad Ischl)

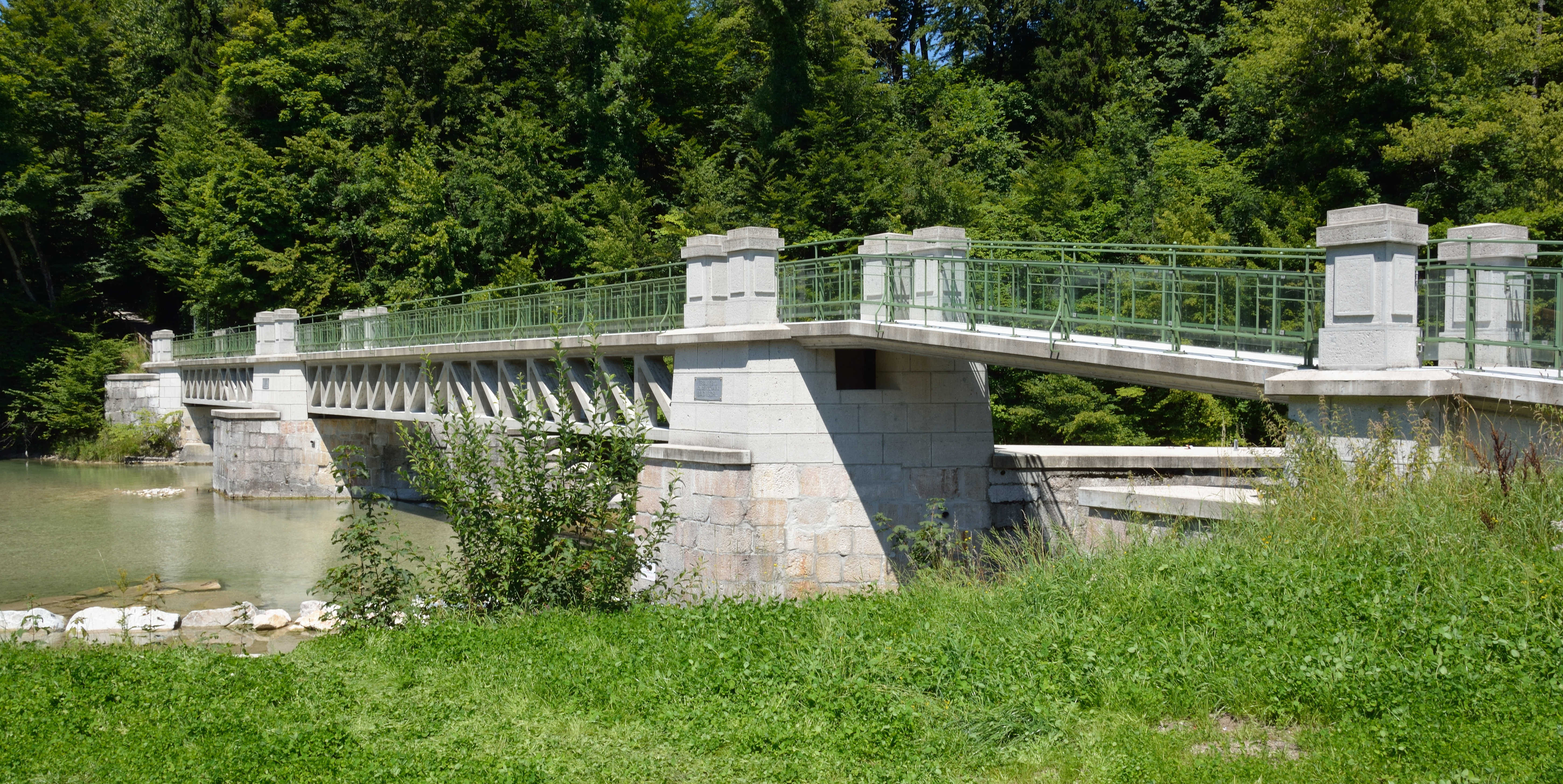
Der Rechensteg in Bad Ischl, Ansicht von Südwest

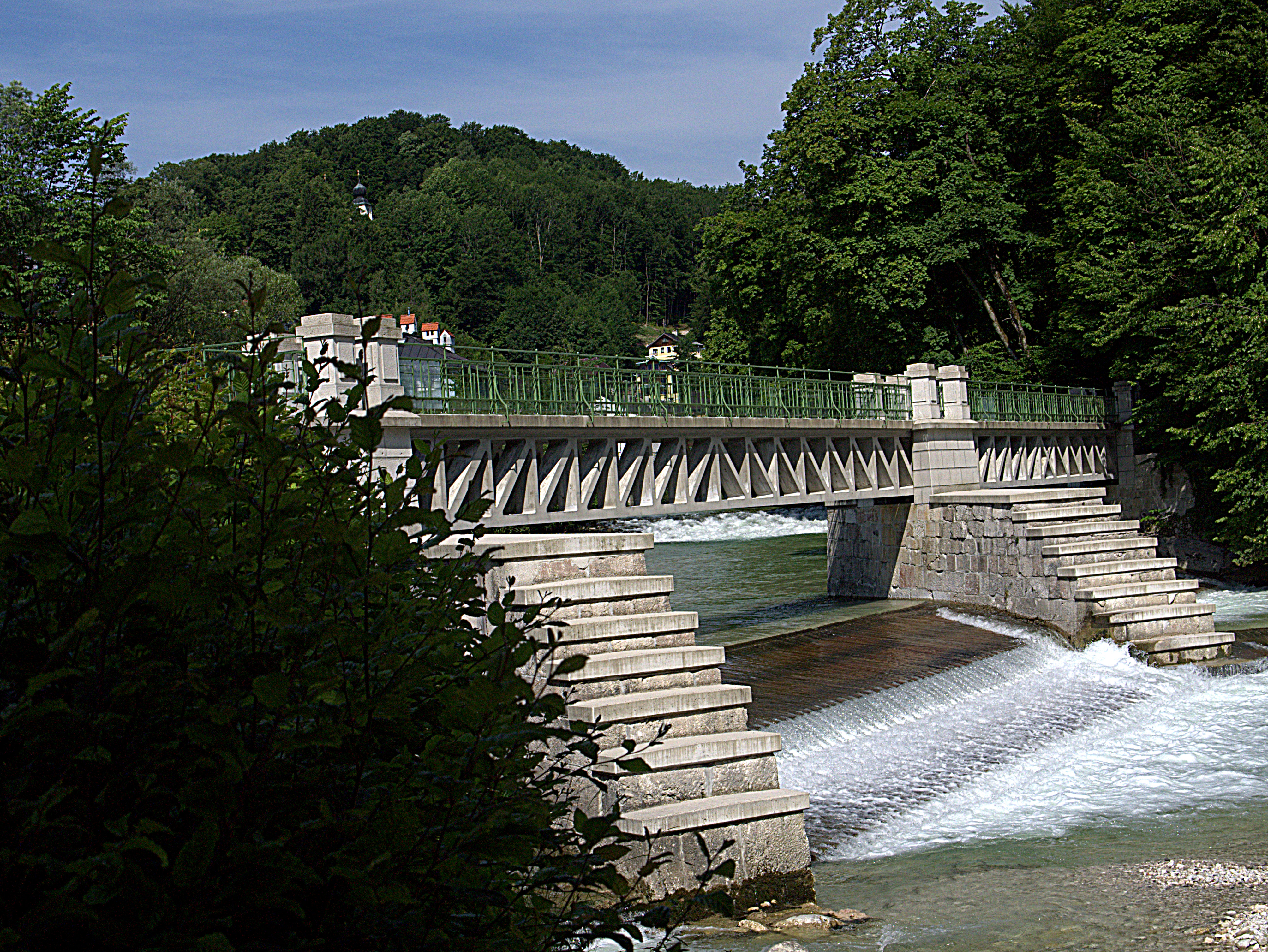
Ansicht von Osten

Der Rechensteg ist eine unter Denkmalschutz stehende Fußgängerbrücke über die Ischl und verbindet die Katastralgemeinden Bad Ischl und Jainzen.
Die Brücke hat eine Gesamtstützweite von 54,5 Metern. Die lichten Weiten der beiden Fachwerksträger betragen 16,8 bzw. 23,6 Meter.

## Geschichte
An der Stelle der Brücke war zunächst ein Rechen für die Holztrift, der bereits 1590 in Chroniken erwähnt wird. Die Fundamente der jetzigen Brücke stammen aus dem Jahr 1859. Die Schäden durch die Hochwässer 1897 und 1899 führten zum Auflassen des Bauwerks und 1901 zu einem Neubau in der jetzigen Form, wobei der Überbau laut einer Inschrift erst 1912 fertiggestellt wurde.
Die bei einer Inspektion im Jahr 2006 festgestellten Mängel machten eine Sperre der Brücke notwendig. Da sich eine Sanierung des bestehenden Bauwerkes als technisch und vor allem wirtschaftlich nicht sinnvoll erwies, wurde von der Bauabteilung der Stadt Bad Ischl in Abstimmung mit dem Bundesdenkmalamt beschlossen, das Tragwerk der Brücke unter Beibehaltung des ursprünglichen Erscheinungsbildes zu erneuern.

## Sanierung und Rekonstruktion
Mit dem Abbruch des Überbaus wurde 2008 noch vor der Bauausschreibung begonnen um möglichst viele Informationen für die Detailplanung zu erhalten. Geländer und Brückenpfeiler wurden vorsichtig demontiert, nummeriert und gelagert.
Bei der Planung der neuen Fachwerktragwerke kam es zu geringfügigen Änderungen im Vergleich zum Original. Es handelte sich dabei um einen Kompromiss aus originalgetreuer Rekonstruktion und Einhaltung aktueller Bauvorschriften und Normen. Unter anderem musste die Dicke der Fachwerkstreben geringfügig vergrößert werden, um aktuelle Vorschriften zur Betondeckung einzuhalten. Sämtliche diesbezüglichen Abweichungen wurden mit dem Bundesdenkmalamt abgesprochen.
Die Unterkante der neuen Tragwerke musste aufgrund eines wasserrechtlichen Bescheids um 17 cm angehoben werden. Im Gegensatz zu den ursprünglichen Tragwerken die ohne Lagerung direkt mit dem Unterbau verbunden waren, wurden die neu angefertigten Fachwerktragwerke dem Stand der Technik entsprechend auf bewehrten Elastomeren gelagert. Die sanierten Brückengeländer wurden innen mit einer Verglasung ergänzt.
Die Planung der Rekonstruktion war auch durch die Lage der Brücke mit nur einer Zufahrt mit mehreren Engstellen erschwert. Es wurde daher auf Fertigteillösungen verzichtet und sämtliche Teile in Ortbeton ausgeführt.
Die Rekonstruktion verursachte Kosten von ca. € 500.000,-. Seit 18. Dezember 2009 ist der Rechensteg wieder öffentlich begehbar.